# ژاتسلر
ژاتسلر (به چکی: Žacléř) یک منطقهٔ مسکونی و شهرستان دارای شهرک سابقاً روستا در جمهوری چک است که در شهرستان تروتنوف واقع شده‌است. ژاتسلر ۳٬۴۲۵ نفر جمعیت دارد.